# Markus Schneider (Logistiker)

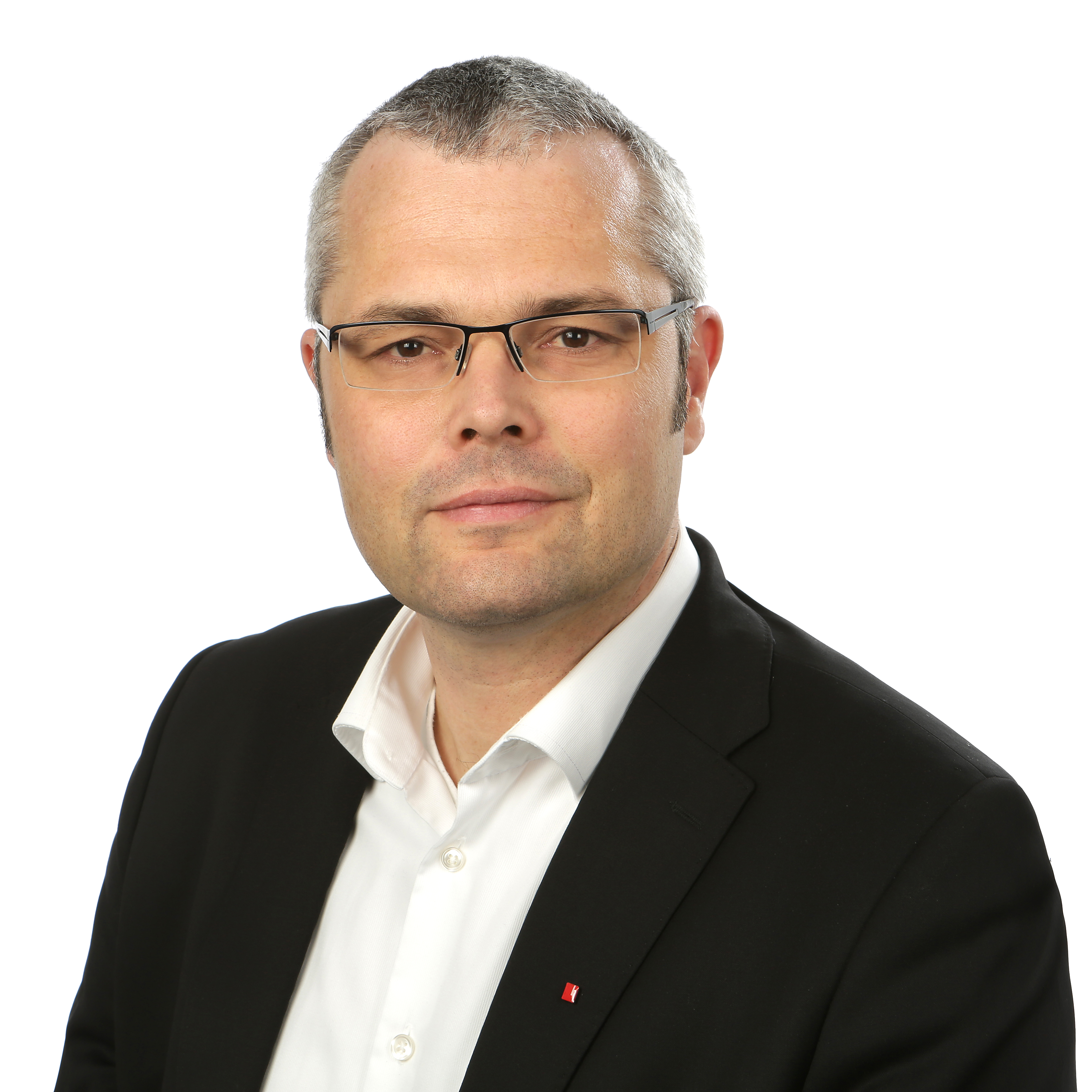
Markus Schneider (2015)

Markus Schneider (* 24. Oktober 1974 in Kempten (Allgäu)) ist ein deutscher Kaufmann, Professor an der Hochschule für angewandte Wissenschaften Landshut, wissenschaftlicher Leiter des TZ PULS (Technologiezentrum für Produktions- und Logistiksysteme) in Dingolfing, geschäftsführender Gesellschafter der PuLL Beratung GmbH und Gründer der PuLL Akademie.

## Leben
Von 1995 bis 1997 absolvierte Schneider eine Ausbildung zum Speditionskaufmann. Im Anschluss daran studierte er an der Otto-Friedrich-Universität Bamberg Betriebswirtschaftslehre mit Vertiefung Wirtschaftsinformatik. Während dieses Studiums absolvierte er ein Auslandssemester an der Universität Maastricht. 2002 schloss er sein Studium als Diplom-Kaufmann ab und war anschließend bei Audi als Prozessplaner für die Logistik tätig. Zwei Jahre später wurde er Projektleiter für Virtuelle Logistik.
Nach seiner Promotion im Jahr 2008 an der Universität Regensburg zum Thema „Logistikplanung in der Automobilindustrie – Konzeption eines Instruments zur Unterstützung der taktischen Logistikplanung vor Start-of-Production im Rahmen der Digitalen Fabrik“ beendete er seine bisherige berufliche Tätigkeit und übernahm die Professur für Logistik, Material- und Fertigungswirtschaft an der Fakultät Wirtschaftsingenieurwesen der Hochschule Landshut.
2009 gründete Schneider das Kompetenzzentrum Produktion und Logistik Landshut (PuLL) im Umfeld der Hochschule Landshut. Daraus ging das von Schneider geleitete, im Jahr 2016 eröffnete Technologiezentrum Produktions- und Logistiksysteme (TZ PULS) als Forschungsinstitut der Hochschule Landshut hervor.
Er baute in mehreren Phasen die 900 m² große Musterfabrik des TZ PULS auf. In der ersten Phase von 2010 bis 2014 lag der Fokus auf der Vermittlung der Grundlagen des Lean Thinking (Schlankes Denken). In der 180 m² großen Lean Lernfabrik wurden fünf Planspiele integriert in das durchgängige Konzept der „BBW GmbH“ entwickelt. In der zweiten Phase wurde eine Musterfabrik modernen, lean-kompatiblen Technologien erstellt, die den kompletten Gestaltungsprozess und den operativen Betrieb vom WE bis zum Arbeitsplatz für ein reales Produkt abbildet. Seit 2019 werden auf Basis des übergeordneten Prinzips „Smart Multi Layer Produktion mit vertikalem Materialfluss“, Prozessinnovationen werden entlang des erweiterten Konzepts der „BBW GmbH“ in einem realitätsnahen Umfeld als Proof-of-Concept gezeigt. Ziel ist die Weiterentwicklung der Musterfabrik zu einem „Process Innovation Center“ für den Mittelstand bis 2025.
2012 gründete er den berufsbegleitenden Masterstudiengang „Prozessmanagement & Ressourceneffizienz – Lean & Clean“. Zwischen 2012 und 2017 leitete er den Hochschulzertifikatskurs „Expertenwissen Logistik“ für die BMW Group. Er schuf mit Lean Factory Design ein Handlungs- und Gestaltungskonzept zur ganzheitlichen Optimierung komplexer Produktionssysteme in unsicheren Handlungsumfeldern.
Mit der „Smart Multi Layer Produktion mit vertikalem Materialfluss“ entwickelte er ein Produktionssystem, das einerseits die Automatisierung der Logistik begünstigt und andererseits bis zu 60 % Fläche gegenüber einem konventionellen Produktions- und Logistikaufbau einspart.

## Forschungsthemen (Auswahl)
- Nachhaltige Produktion (insbesondere Flächeneinsparung in der diskreten Produktion),
- Innovative Materialbereitstellungskonzepte (insbesondere das patentierte Konzept der O-Zelle) und Fabriklayouts (insbesondere die „Smart Multi Layer Produktion mit vertikalem Materialfluss“),
- Informationsfluss und Vernetzung in Fabriken (I4.0),
- Assistenzsysteme und neue PPS-Konzepte unter Einsatz von KI

## Unternehmer
2009 gründete Schneider die PuLL Beratung GmbH, eine Firma für Beratung und Schulungen in den Themenfeldern Produktions-, Logistik- und Materialflussoptimierung sowie Shopfloor-Management und Lean Factory Design. 2015 gründete er zusammen mit einem Partner aus der Bauindustrie die Kompetenzzentrum Fabrikplanung GmbH, die sich mit der integrierten, materialfluss- und Lean-orientierten Fabrik- und Standortplanung bis zur Bauumsetzung beschäftigt. Zusammen mit mehreren Professoren gründete Schneider die Technologiezentrum Dingolfing Beratungs- und Schulungsgesellschaft mbH mit der u. a. Weiterbildungen rund um das Thema Lean in der Lern- und Musterfabrik des TZ PULS angeboten werden. 2023 startete er mit der PuLL Akademie ein ganzheitliches und praxisorientiertes Online-Schulungssystem in den Bereichen Produktionssysteme, Produktion, Logistik, Fabrikplanung, Produktionsplanung/-steuerung, Führung und Projektmanagement.

## Publikationen (Auswahl)
- Logistikplanung in der Automobilindustrie. Gabler Verlag, Wiesbaden 2008, ISBN 978-3-8349-1213-8
- mit Margareta Schneider, Michael Guggenberger: Das Reinheitsgebot fürs Haus. Schadstofffrei bauen – gesund wohnen, Lean Media Verlag, Landshut 2012, ISBN 978-3-00-039008-1
- Prozessmanagement und Ressourceneffizienz. Lean Media Verlag, Landshut 2013, ISBN 978-3-00-043210-1
- Lean Factory Design. Carl Hanser Verlag, München 2016, ISBN 978-3-446-44995-4

- mit Stefan-Alexander Arlt: Industrie 4.0 – Prozesse und Ressourcen effizient managen. Vulkan-Verlag GmbH, Essen 2019, ISBN 978-3-8027-3117-4
- Lean und Industrie 4.0. Carl Hanser Verlag, München 2019, ISBN 978-3-446-45917-5
- Lean Factory Design. Carl Hanser Verlag, 2., überarbeitete Auflage, München 2021, ISBN 978-3-446-46729-3

## Auszeichnungen
- Professor des Jahres 2011 (bundesweit 3. Platz); UNICUM BERUF und KPMP[3]